# ناحیه ایملی، میشیگان
ناحیه ایملی (به انگلیسی: Imlay Township) یک منطقهٔ مسکونی در ایالات متحده آمریکا است که در شهرستان لپیر، میشیگان واقع شده‌است.
 ناحیه ایملی ۸۷٫۳ کیلومتر مربع مساحت و ۳٬۱۲۸ نفر جمعیت دارد و ۲۵۰ متر بالاتر از سطح دریا واقع شده‌است.